# Tick-Tock
Tick-Tock pjesma je hrvatske pjevačice Albine Grčić. Pjesma je predstavljala Hrvatsku na Pjesmi Eurovizije 2021. u Rotterdamu, nakon što je osvojila Doru 2021.

## Pozadina i objavljivanje
Tick-Tock jedna je od četrnaest pjesama koju je HRT naručio za Doru 2021. Pjesmu je skladao Branimir Mihaljević, engleski tekst napisao je Max Cinnamon, a hrvatski Tihana Buklijaš Bakić. Svoju premijeru, pjesma je imala 13. veljače 2021. na Dori 2021. Pjesma je istog dana postala dostupna putem digitalnih prodavača te streaming usluga preko Universal Music Croatije.

## Na Euroviziji

### Nacionalna selekcija
HRT je dopustio umjetnicima i skladateljima da prijave svoje pjesme za Doru 2021. u razdoblju od 26. listopada do 10. prosinca 2020. Dana 15. prosinca objavljeno je da će Albina biti jedna od četrnaest natjecateljica na Dori 2021. Na finalu, održanog 13. veljače naredne godine, dobila je najviše glasova žirija i publike te je osvojila prvo mjesto sa 198 bodova. Time je odabrana kao predstavnica Hrvatske na Euroviziji 2021.

### U Rotterdamu
Pjesma je izvezedena u Rotterdam Ahoyu tijekom prvog polufinala održanog 18. svibnja 2021., no nije se uspjesla plasirati u finale.

## Komercijalni uspjeh
Tick-Tock pojavio se na prvom mjestu ljestvice HR Top 40 te je tako postao Albinin prvi singl koji se našao na tom mjestu u Hrvatskoj. To je njeni drugi singl koji se našao na ljestvici, nakon Imuna na strah. Tick-Tock također se nalazio na vrhu svih pet regionalnih ljestvica HR Top 40.

## Popis pjesama
| 1. | »Tick-Tock«                          | 3:00 |
| 2. | »Tick-Tock« (Dora verzija)           | 3:00 |
| 3. | »Tick-Tock« (lokalna verzija)        | 3:00 |
| 4. | »Tick-Tock« (instrumentalna verzija) | 3:00 |

## Ljestvice
| Ljestvice (2021.)    | Najviši plasman |
| -------------------- | --------------- |
| Hrvatska (HR Top 40) | 1.              |

## Povijest objavljivanja
| Regija | Datum             | Format                              | Izdavač                 | Izvor |
| ------ | ----------------- | ----------------------------------- | ----------------------- | ----- |
| Razno  | 13. veljače 2021. | digitalno objavljivanje • streaming | Universal Music Croatia | [ 6 ] |